# سوسن أرجواني داكن
السوسن الأرجواني الداكن (باللاتينية: Iris atropurpurea) هو أحد أنواع السوسن من الفصيلة السوسنية.

## الموئل والانتشار
ينتشر في جنوب بلاد الشام.

## الوصف النباتي
لون البتلة أرجواني داكن إلى بني.